# シャン南部PDF
シャン南部PDF（英語: Southern Shan People’s Defence Force、略称：SSPDF）は、かつて国民統一政府（NUG）傘下の国民防衛隊（PDF）第1005大隊だったが、2025年2月、NUGの指揮下を離れた武装組織。
自立型PDFに分類される。

## 活動
2021年8月28日、パオ民族解放軍（PNLA）の領土において、NUGの指示の下、シャン州南部の21郡区に散在していたPDFを統合して、PDF第1005大隊として正式に設立された。PNLAの下で軍事訓練を受けたが、当初、PNLAは「春の革命」に対する態度を明らかにしていなったので、その後、PDF第1005大隊は、カレンニー諸民族防衛隊（KNDF）とカレンニー軍（KA）に接近していった。
その後、シャン州タウンジー県ピンラウン郡区、ペコン郡区のカレンニー州との州堺付近に拠点に移し、シャン州南部PDF（SSPDF）と名乗り始めた。また、シャン州南部の5つのPDFからなるシャン南部連邦連合（United Southern Shan Federal Union：USSFU）と連携、2022年4月には、他の5つのPDFとともにカレンニー革命同盟（Karenni Revolution Union：KRU）を結成し、これらの同盟関係により、SSPDFのゲリラ部隊から準正規戦へ対応できる部隊へと変貌した。
その後、KNDFと共同で数々の軍事作戦に参加。KNDFの「戦術9」に組み込まれ、カレンニー諸勢力による1111作戦にも参加した。しかし、NUGとの指揮系統の問題により、1027作戦には参加できず、一部兵士がSSPDFを脱退して、KNDFの一員として参加した。2024年11月時点で45件の軍事作戦に参加したとされる。
このような指揮系統の問題、支援不足を理由にNUGとの関係は徐々に悪化していき、2025年2月、シャン州南部革命青年（Southern Shan Revolution Youth：SSRY）を名乗っていたPDF第1008大隊とともに、NUGの指揮下を正式に離れ、他のシャン州南部のPDFとともにシャン南部地方革命同盟（Southern Shan Local Revolutionary Unity：SSLRU）を結成した。今後もKNDF、KAとの協力関係を継続していくのだという。

## 組織

### 兵力
約100人。シャン族、パオ族、ダヌ族、カレンニー族、ビルマ族とメンバーの出身民族は多岐に渡る。

### 活動地域
シャン州南部、カレンニー州

### 資金源
寄付金に依存している。兵器は不十分ながらNUGから支給されていた。また、国軍の基地から鹵獲した兵器も貴重な資源だった。常に資金不足と兵器不足に悩まされている。